# Карманьола
Карманьо̀ла (на италиански и на пиемонтски: Carmagnola) е град и община в Метрополен град Торино, регион Пиемонт, Северна Италия. Разположен е на 240 m надморска височина. Към 1 януари 2020 г. населението на общината е 28 924 души, от които 2861 са чужди граждани.